# Bitwa pod Puławami
Bitwa pod Puławami – bitwa stoczona 2 marca 1831 roku w czasie powstania listopadowego.
Czterogodzinna bitwa piechoty polskiej dowodzonej przez porucznika Adama Plewakę i ppor. Apolinarego Nykę oraz batalion strzelców pod dowództwem płk. Juliusza Małachowskiego zakończyła się pełnym sukcesem, a dowódcy nagrodzeni zostali medalami złotymi Virtuti Militari nr 24, 25 i 26.
W tym czasie na głównym froncie powstania panował zastój. Polacy po bitwie grochowskiej nie mieli pomysłu na prowadzenie operacji wojennych, a Rosjanie nie mieli możliwości szturmu na Warszawę. Generał Dwernicki miał plan dostania się na Wołyń w celu wzniecenia tam powstania. W tym celu należało jednak przejść Wisłę i rozbić siły wroga. W nocy z 1 na 2 marca część jednostek jego korpusu przeprawiła się przez skutą lodem Wisłę i wyparła Rosjan z Puław.
Przez cały dzień 2 marca przeprawiały się kolejne jednostki, które walczyły z kilkakrotnie podchodzącymi Rosjanami, którzy starali się nie dopuścić do przeprawienia się całości sił polskich. Straty nieprzyjaciela, którego wyparto za Końskowolę, wyniosły około 100 żołnierzy i kilkadziesiąt koni. 
Pod wieczór 2 marca cały korpus Dwernickiego stanął już w Puławach. Siły Dwernickiego wynosiły 6,5 tysiąca ludzi, przeważnie dobrze wyszkolonego, zaprawionego w boju żołnierza, oraz 12 dział. Był to oddział zbyt duży i zbyt cenny, by przeznaczać go na boje partyzanckie na Wołyniu, ale zbyt słaby, by mógł liczyć się w walce z Cyprianem Kreutzem na Lubelszczyźnie czy Fiodorem Rydygierem na Podolu (11 tysięcy ludzi i 36 dział).
Kolejne starcia Dwernickiego z Kreutzem miało miejsce następnego dnia pod Kurowem i Markuszowem.